# Jenna Strauch
Pour les articles homonymes, voir Strauch.
Jenna Strauch, née le 24 mars 1997 à Bendigo, est une nageuse australienne, spécialiste des épreuves de brasse. 

## Carrière
En juin 2022, elle est médaillée d'argent sur le 200 m brasse lors des championnats du monde à Budapest en Hongrie derrière Lilly King.

## Palmarès

### Championnats du monde en grand bassin
- Championnats du monde 2022 à Budapest :
  -  Médaille d'argent du 200 m brasse.
  -  Médaille d'argent du relais 4 × 100 m quatre nages.